# Георгій VII
Георгій VII (груз. გიორგი VII; помер 1405 або 1407) — цар Грузії з династії Багратіоні.

## Життєпис
Був сином царя Баграта V та його першої дружини Єлени Трапезундської (померла від «чорної смерті», 1366). З 1369 року був співправителем свого батька.
У листопаді 1386 року Баграт зазнав поразки та був ув'язнений монгольським полководцем Тимуром. Принц Георгій організував опір і домігся звільнення батька. 1393 Баграт помер, і Георгій успадкував грузинський престол. Значну частину свого царювання він провів у боротьбі з Тимуром, який здійснив ще сім експедицій углиб грузинської території з 1387 до 1403 року, залишивши країну в руїнах. Зрештою, 1403 року Георгій уклав мир із своїм запеклим ворогом, визнавши його за сюзерена та сплачуючи данину, проте зберіг право коронування як християнських монархів. Загинув під час битви проти туркменських кочівників.
Георгій VII не залишив спадкоємців, і престол успадкував його брат Костянтин.